# Güglingen
Güglingen település Németországban, azon belül Baden-Württembergben. Lakosainak száma 6391 fő (2023. december 31.). Güglingen Sachsenheim, Cleebronn, Pfaffenhofen, Eppingen és Brackenheim községekkel határos.

## Népesség
A település népessége az elmúlt években az alábbi módon változott:
| Lakosok száma | 2829 | 3235 | 4118 | 4366 | 4600 | 5801 | 6070 | 6124 | 5976 | 6391 |
|               | 1961 | 1967 | 1974 | 1980 | 1987 | 1993 | 2000 | 2006 | 2013 | 2023 |